# Karylion
Karylion. Goblinowa opowieść o dzwonach, które wypędziły graniem stary rok i przywołały nowy (ang. The Chimes: A Goblin Story of Some Bells that Rang an Old Year Out and a New One In) – opowiadanie Charlesa Dickensa, wydane w Londynie w 1844 roku. Został przyjęty przez czytelników z takim samym entuzjazmem, jak jego poprzedniczka, i wciąż należy do najpopularniejszych świątecznych opowieści Charlesa Dickensa. Tytułowy „karylion” to zespół dzwonów na wieży jednego z londyńskich kościołów.
Akcja powieści podzielona jest na cztery „kwadranse” wydzwaniane w ciągu jednej godziny (tak jak w Kolędzie prozą było to pięć „zwrotek” kolędy). Głównymi bohaterami powieści są Tobiasz Veck, posłaniec do wynajęcia nazywany przez przyjaciół Truchtkiem, i jego dziewiętnastoletnia córka Małgorzata. Akcja rozgrywa się w Londynie w wigilię Nowego Roku. Poza dręczącymi ludzi goblinami, mnóstwem barwnych opisów i paradą zapadających w pamięć, precyzyjnie i dowcipnie naszkicowanych postaci, Dickens wplótł w kanwę powieści szereg odniesień do tematów, które gorąco poruszały ówczesną angielską opinię publiczną, jak karanie więzieniem za próbę samobójczą i za włóczęgostwo, funkcjonowanie filantropii czy dyskusje toczone wokół teorii demograficznych. 
Po raz pierwszy ukazało się w Polsce jako Dzwony które dzwonią, gdy odchodzi stary rok i nadchodzi nowy: opowieść o duszkach. (1958). Nowy przekład, pod pełnym tytułem, został opublikowany w wersji elektronicznej w grudniu 2011 roku. Karylion powstał jako kolejna opowieść świąteczna po Kolędzie prozą (org. A Christmas Carol in Prose), wydawanej w Polsce przeważnie pod tytułem Opowieść wigilijna. 